# Karen Ehrenreich
Karen Ehrenreich (24 settembre 1984) è una mezzofondista e maratoneta danese.

## Palmarès
| Anno | Manifestazione             | Sede     | Evento         | Risultato | Prestazione | Note                                     |
| ---- | -------------------------- | -------- | -------------- | --------- | ----------- | ---------------------------------------- |
| 2019 | Europei di cross           | Lisbona  | Corsa seniores | 5ª        | 32'19"      |                                          |
| 2020 | Mondiali di mezza maratona | Budapest | Individuale    | 77ª       | 1h14'45"    |                                          |
| 2022 | Europei                    | Monaco   | Maratona       | 43ª       | 2h44'28"    |                                          |
| 2023 | Mondiali                   | Budapest | Maratona       | 59ª       | 2h44'46"    |                                          |
| 2023 | Mondiali corsa su strada   | Riga     | Mezza maratona | 50ª       | 1h16'39"    | Miglior prestazione personale stagionale |

## Campionati nazionali
2018
- 6ª ai campionati danesi, 5000 m piani - 17'25"62
- 7ª ai campionati danesi indoor, 3000 m piani - 10'20"59

2019
- 5ª ai campionati danesi, 5000 m piani - 17'09"01
- 4ª ai campionati danesi indoor, 3000 m piani - 10'09"14

2020
- Bronzo ai campionati danesi, 10000 m piani - 35'26"04

2021
- 4ª ai campionati danesi indoor, 3000 m piani - 9'45"98
- 4ª ai campionati danesi di 10 km su strada - 35'20"

2022
- Oro ai campionati danesi, 10000 m piani - 36'40"24
- 4ª ai campionati danesi di 10 km su strada - 34'53"

2023
- Oro ai campionati danesi di maratona - 2h35'02"

2024
- 6ª ai campionati danesi di 10 km su strada - 33'40"

## Altre competizioni internazionali
2017
- 65ª alla Maratona di Berlino ( Berlino) - 2h58'23"

2019
- 25ª alla Mezza maratona di Copenaghen ( Copenaghen) - 1h14'56"

2020
- 37ª alla Mezza maratona di Barcellona ( Barcellona) - 1h15'51"

2022
- 12ª alla Maratona di Copenaghen ( Copenaghen) - 2h43'21"
- 20ª alla Mezza maratona di Valencia ( Valencia) - 1h13'32"
- 23ª alla Mezza maratona di Berlino ( Berlino) - 1h15'51"

2023
- 27ª alla Maratona di Siviglia ( Siviglia) - 2h34'15"
- 9ª alla Maratona di Copenaghen ( Copenaghen) - 2h35'02"

2024
- 31ª alla Maratona di Berlino ( Berlino) - 2h36'52"
- 42ª alla 10K Valencia Ibercaja ( Valencia) - 33'50"

2025
- 15ª alla Maratona di Siviglia ( Siviglia) - 2h34'56"